# Dorival Souza Barreto Júnior
Dorival Souza Barreto Júnior (ur. 10 kwietnia 1964 w Jequié) – brazylijski duchowny katolicki, biskup pomocniczy São Salvador da Bahia w latach 2021-2024, biskup diecezjalny Januária od 2025.  

## Życiorys

### Prezbiterat
Święcenia kapłańskie przyjął 10 marca 1988 i został inkardynowany do archidiecezji Montes Claros. Przez wiele lat pracował jako duszpasterz parafialny i jako kanclerz kurii. Był także m.in. ekonomem archidiecezjalnym oraz wykładowcą seminariów w Montes Claros i Diamantinie.

### Episkopat
4 listopada 2020 papież Franciszek mianował go biskupem pomocniczym archidiecezji São Salvador da Bahia oraz biskupem tytularnym Tyndaris. Sakry biskupiej udzielił mu 3 stycznia 2021 kardynał Sérgio da Rocha – arcybiskup metropolita São Salvador da Bahia.
18 czerwca 2025 papież Leon XIV mianował go biskupem diecezji Januária.